# Cherbourg-Octeville

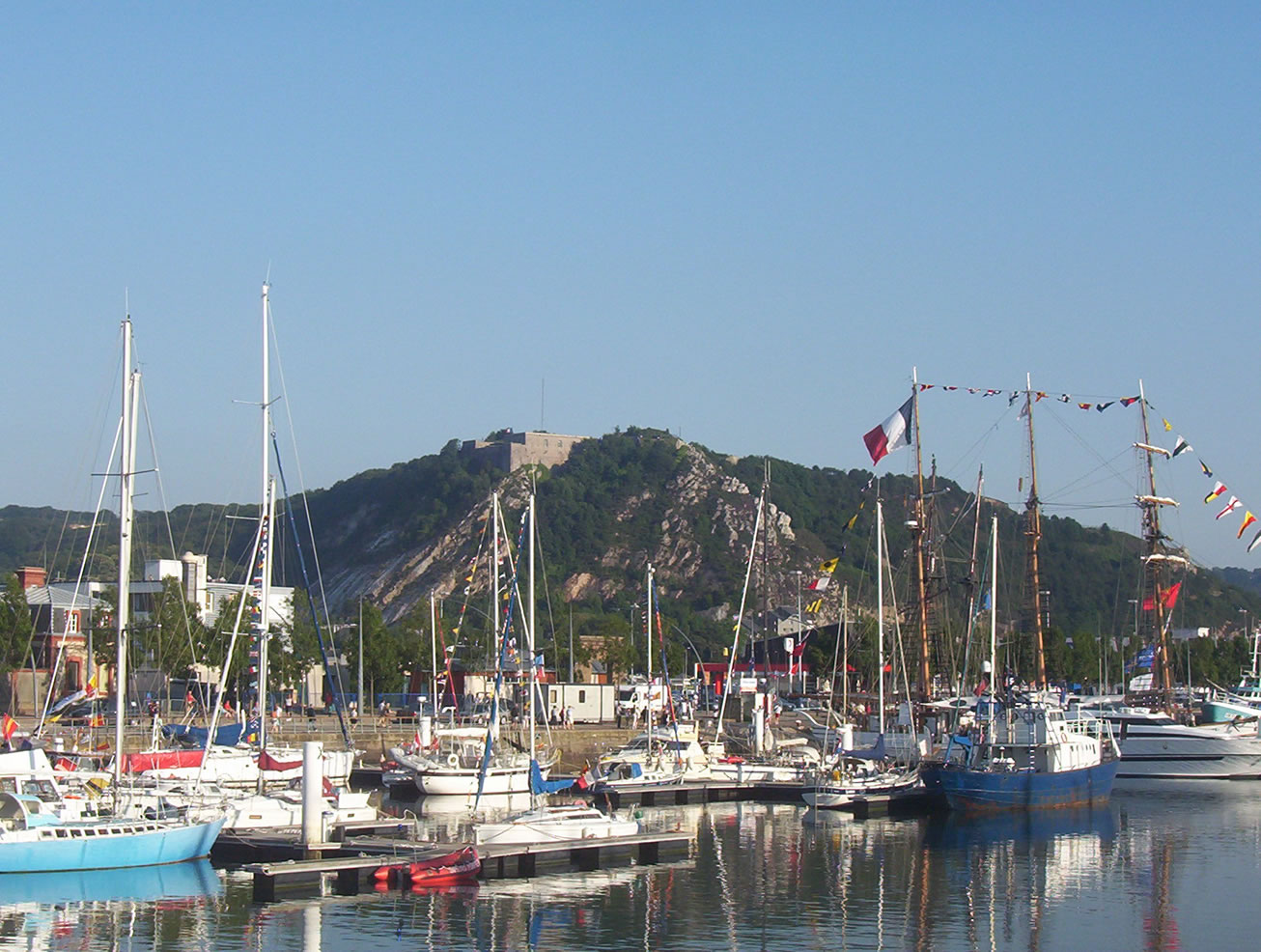
A kikötő

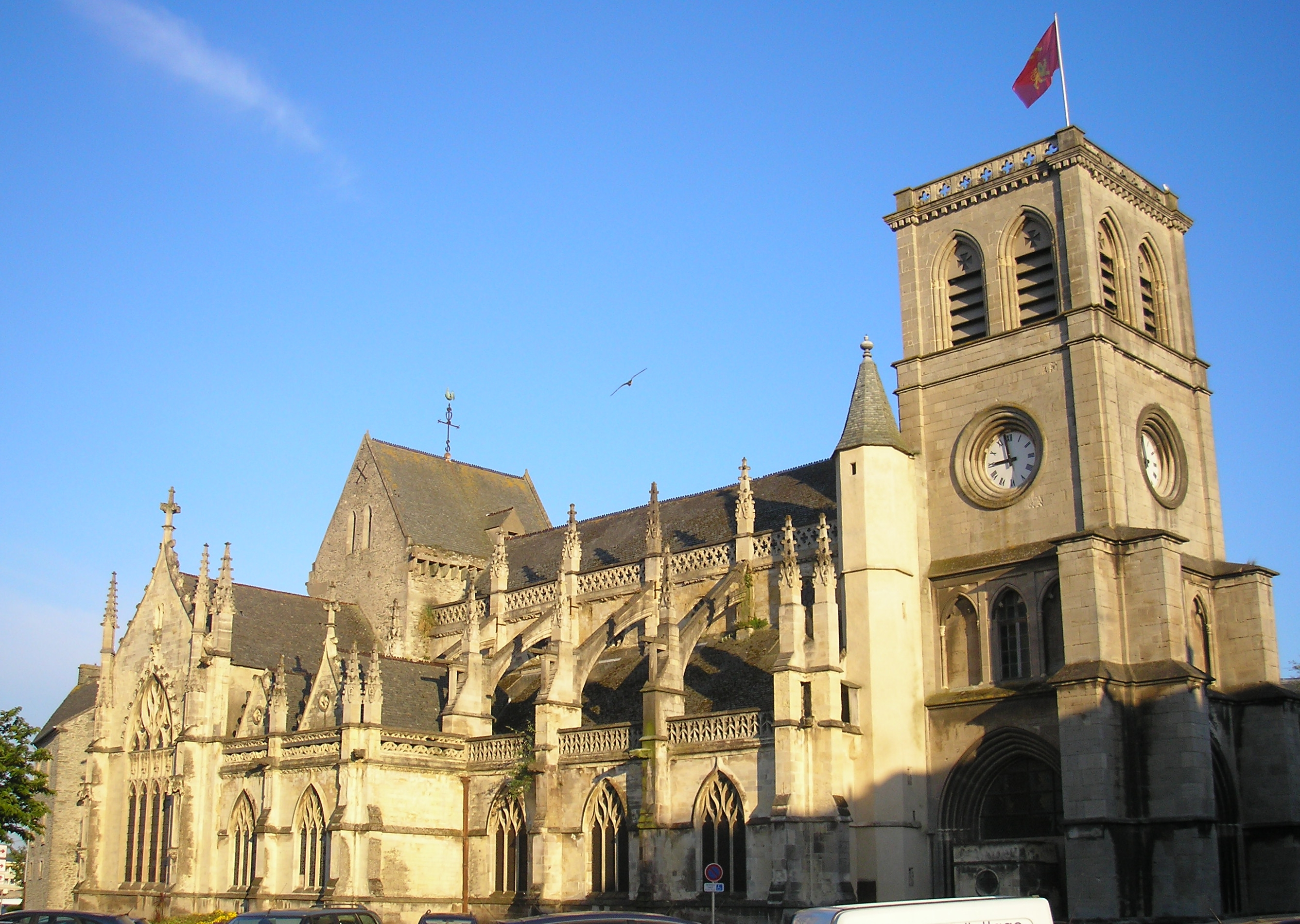
Szentháromság bazilika

Cherbourg-Octeville város Franciaország északnyugati részén, a Cotentin-félszigeten, Alsó-Normandia régióban, Manche megye legnagyobb városa, de nem a székhelye. A település katonai és kereskedelmi kikötő, innen is indulnak kompjáratok a Brit-szigetekre. Lakosainak száma 35 545 fő (2018. január 1.). Cherbourg-Octeville Équeurdreville-Hainneville községgel határos.

## Története
XIV. Lajos francia király katonai építkezéseinek vezetője, Sébastien Le Prestre de Vauban javaslatára kezdtek itt hullámtörő gátat építeni, hogy hadi kikötőt hozzanak létre. I. Napóleon francia császár már elrendelte a kikötő megnyitását is, a védgátul szolgáló mesterséges sziget azonban csak 1853-ban készült el, és III. Napóleon francia császár avatta fel a kikötőt néhány évvel később. Cherbourg a 19. század végétől az Atlanti-óceán francia partszakaszának legfontosabb személyforgalmi kikötője lett.
2000. február 8-án Cherbourg városa egyesült Octeville településével, így a létrejövő város hivatalos neve Cherbourg-Octeville lett.

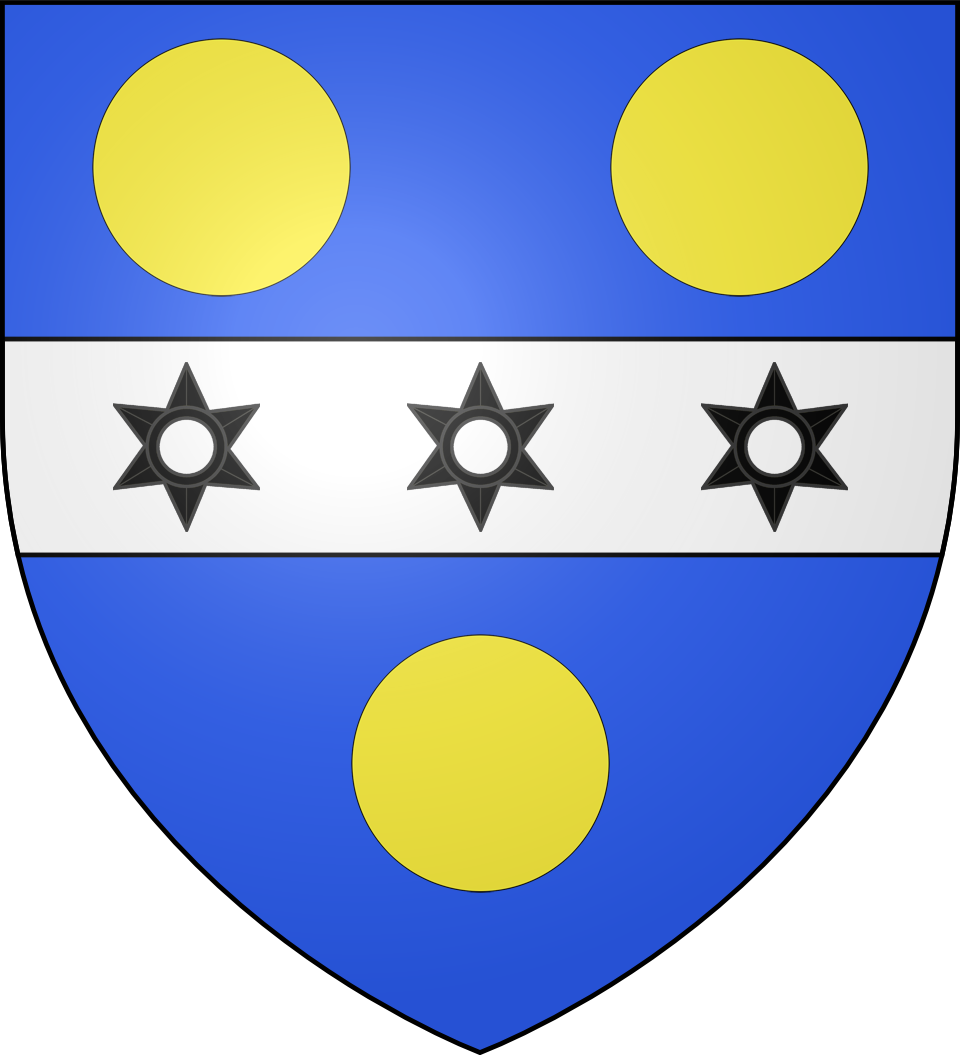
Cherbourg címere
Octeville címere

## Éghajlata
| Hónap                         | Jan. | Feb. | Már. | Ápr. | Máj. | Jún. | Júl. | Aug. | Szep. | Okt. | Nov. | Dec. | Év   |
| ----------------------------- | ---- | ---- | ---- | ---- | ---- | ---- | ---- | ---- | ----- | ---- | ---- | ---- | ---- |
| Átlagos max. hőmérséklet (°C) | 8,6  | 8,4  | 9,6  | 11,3 | 14,0 | 16,4 | 18,5 | 19,1 | 18,0  | 15,6 | 12,1 | 9,9  | 13,5 |
| Átlaghőmérséklet (°C)         | 6,8  | 6,5  | 7,6  | 9,0  | 11,5 | 14,0 | 16,0 | 16,7 | 15,7  | 13,5 | 10,2 | 8,0  | 11,3 |
| Átlagos min. hőmérséklet (°C) | 5,0  | 4,6  | 5,6  | 6,8  | 9,0  | 11,5 | 13,5 | 14,3 | 13,5  | 11,4 | 8,3  | 6,1  | 9,2  |
| Átl. csapadékmennyiség (mm)   | 76   | 58   | 57   | 44   | 45   | 40   | 34   | 41   | 57    | 70   | 88   | 83   | 692  |
| Forrás: infoclimat.fr         |      |      |      |      |      |      |      |      |       |      |      |      |      |

## Demográfia
| Év   | Lakosság |
| ---- | -------- |
| 1793 | 11 053   |
| 1800 | 12 239   |
| 1806 | 15 342   |
| 1821 | 16 849   |
| 1831 | 19 352   |
| 1841 | 24 887   |
| 1846 | 28 684   |
| 1851 | 29 890   |
| 1856 | 40 469   |

| Év   | Lakosság |
| ---- | -------- |
| 1861 | 44 158   |
| 1866 | 39 490   |
| 1872 | 37 848   |
| 1876 | 39 536   |
| 1881 | 38 173   |
| 1886 | 39 908   |
| 1891 | 41 582   |
| 1896 | 44 135   |

| Év   | Lakosság |
| ---- | -------- |
| 1901 | 46 690   |
| 1906 | 47 914   |
| 1911 | 47 924   |
| 1921 | 42 298   |
| 1926 | 41 993   |
| 1931 | 41 515   |
| 1936 | 43 422   |
| 1946 | 44 648   |

| Év   | Lakosság |
| ---- | -------- |
| 1954 | 43 683   |
| 1962 | 43 733   |
| 1968 | 47 708   |
| 1975 | 48 513   |
| 1982 | 46 993   |
| 1990 | 45 241   |
| 1999 | 42 288   |
| 2007 | 40 288   |
| 2010 | 38 433   |

## Látnivalók
- Le Fort du Roule - a város fölé magasodó sziklák tetején áll az erőd, amelynek építését még Vauban javasolta, de mai formájában a 19. században készült. A második világháborúban a németek innen próbálták megakadályozni a szövetségeseket abban, hogy elfoglalják a várost, akiknek azután utánpótlásuk legfontosabb támaszpontja lett. Kanyargós úton gépkocsival is fel lehet jutni a dombtetőre, a kilátóból az egész várost át lehet tekinteni.
- Musée de la Guerre et de la Libération - az 1944-es harcok emlékeit gyűjtötték itt össze.
- Place Napoléon - a part közelében található tér, melynek középpontjában a császár lovas szobra áll. Itt található az Église de la Trinité, amely külsőleg gótikus, de valójában csak a 19. századból származó templom. Benne látható Postel Szent Mária Magdolna (wd) (1756–1846) francia nővér, rendalapítónő szobra.
- Musée Thomas-Henry - a városi művelődési központban lévő múzeum anyagában van kép Filippo Lippi, Fra Angelico, Bartolomé Esteban Murillo művei közül, s több alkotással szerepel a gyűjteményben Jean-François Millet.

## Testvérvárosok
- Egyesült Királyság - Poole
- Csád - Sarh
- Románia - Déva
- Németország - Bremerhaven
- Szenegál - Coubalan